# Гибралтар на Европском првенству у атлетици на отвореном 1982.
Гибралтар је учествовао на 13. Европском првенству на отвореном 1982 одржаном у Атини, Грчка, од 6. до 12. септембра. Ово је било шесто Европско првенство на отвореном на којем је Гибралтар учествовао. Репрезентацију Гибралтара представљао је један такмичар који се такмичио у две дисциплине и то у тракама на 800 и 1.500 метара.
На овом првенству представник Гибралтара није освојио ниједну медаљу али је остварио најбољи лични резултат сезоне.

## Учесници
Мушкарци:
- Џон Чапори — 800 м, 1.500 м

## Резултати

### Мушкарци
| Атлетичар  | Дисциплина | Лични рекорд | Квалификације | Квалификације | Полуфинале           | Полуфинале           | Финале               | Финале  | Детаљи |
| Атлетичар  | Дисциплина | Лични рекорд | Резултат      | Место         | Резултат             | Место                | Резултат             | Место   | Детаљи |
| ---------- | ---------- | ------------ | ------------- | ------------- | -------------------- | -------------------- | -------------------- | ------- | ------ |
| Џон Чапори | 800 м      |              | 1:53,02 ЛРС   | 7. у гр. 3    | Није се квалификовао | Није се квалификовао | Није се квалификовао | 26 / 26 |        |
| Џон Чапори | 1.500 м    |              | 3:57,91 ЛРС   | 11. у гр. 1   |                      |                      | Није се квалификовао | 29 / 29 |        |